# Sagamihara Gion Stadium
Das Sagamihara Asamizo Park Stadium (japanisch 相模原麻溝公園競技場), seit dem 1. März 2014 aufgrund eines laufenden Sponsorenvertrages mit dem Logistikdienstleister Gion auch Sagamihara Gion Stadium genannt, ist ein Rugby- und Fußballstadion mit Leichtathletikanlage im Bezirk Minami-ku der japanischen Stadt Sagamihara, Präfektur Kanagawa. Das Stadion liegt im Sagamihara Asamizo Park (japanisch 相模原麻溝公園). Die Sportstätte bietet auf ihren Rängen 15.300 Sitzplätze.
Es ist die Heimspielstätte des Fußballclubs SC Sagamihara und des Frauenfußballclubs Nojima Stella Kanagawa Sagamihara. 2010 trug der FC Machida Zelvia ebenfalls Partien im Parkstadion aus. Das Stadion mit der Leichtathletikanlage wird vom japanischen Leichtathletikverband (JAAF) als Type-2-Anlage eingestuft. Der nächstgelegene Bahnhof ist Harataima an der Sagami-Linie.

## Galerie

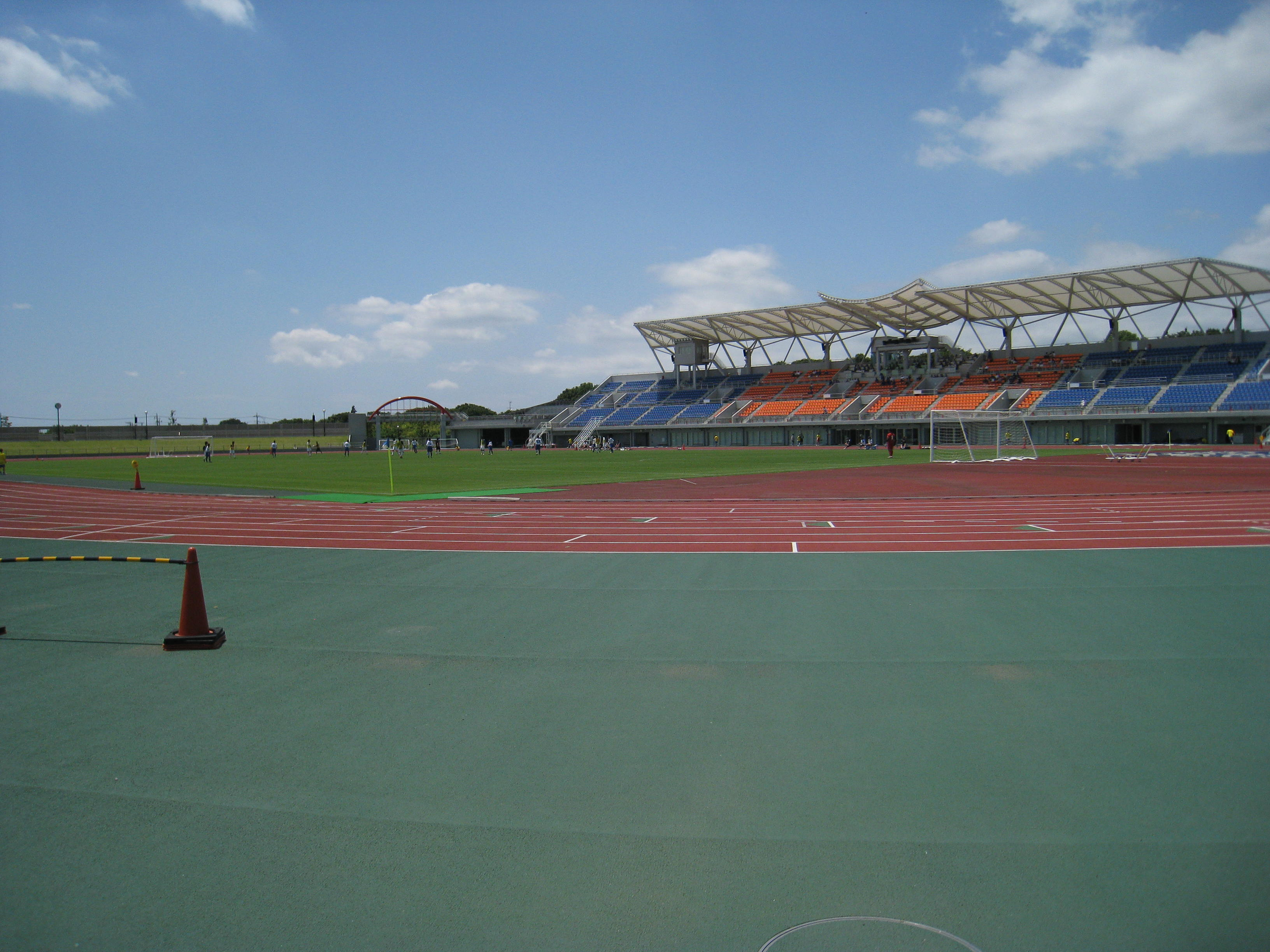
Ein Teil der Haupttribüne (Juni 2009)
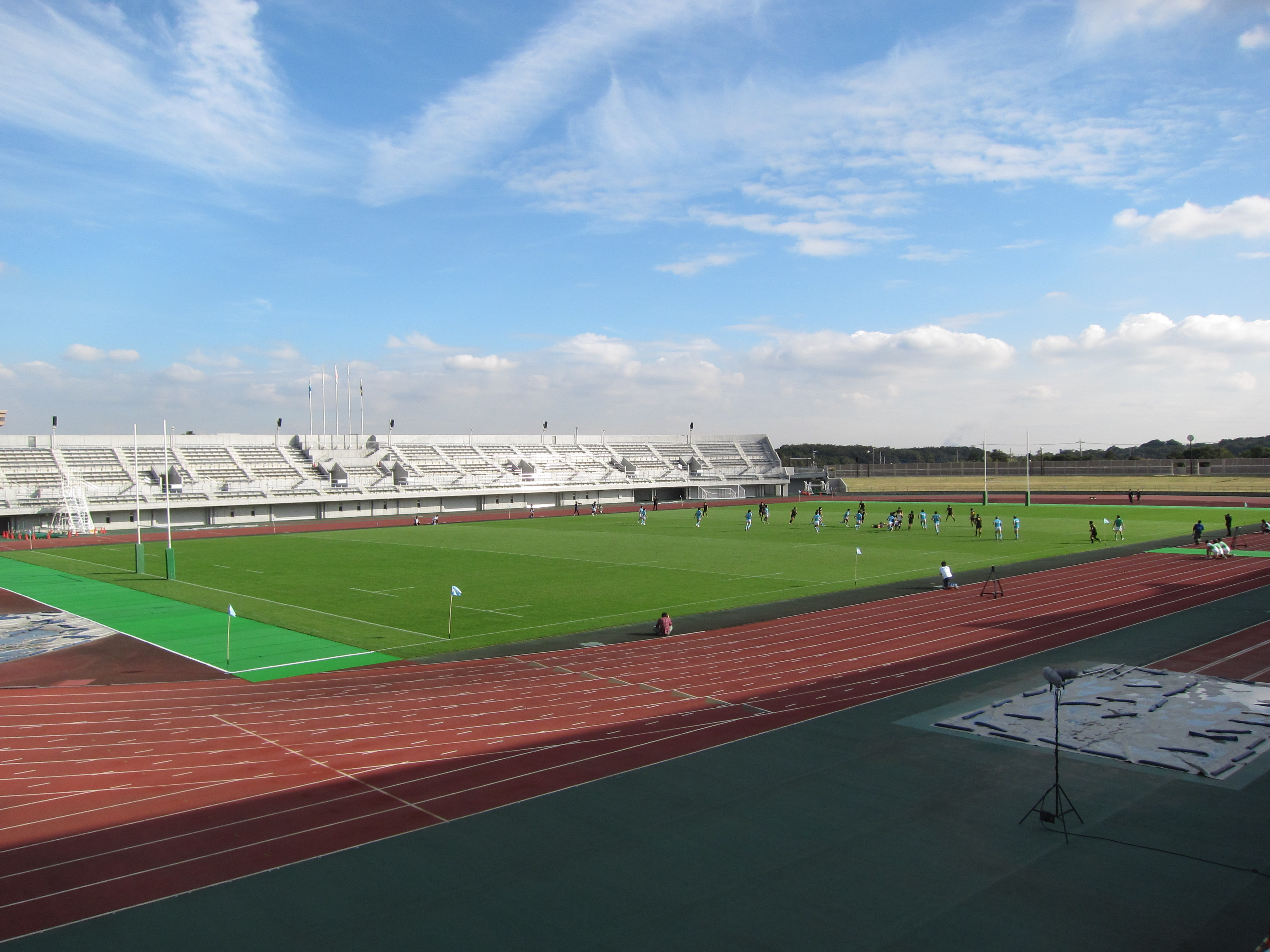
Blick in das leere Stadion (November 2011)
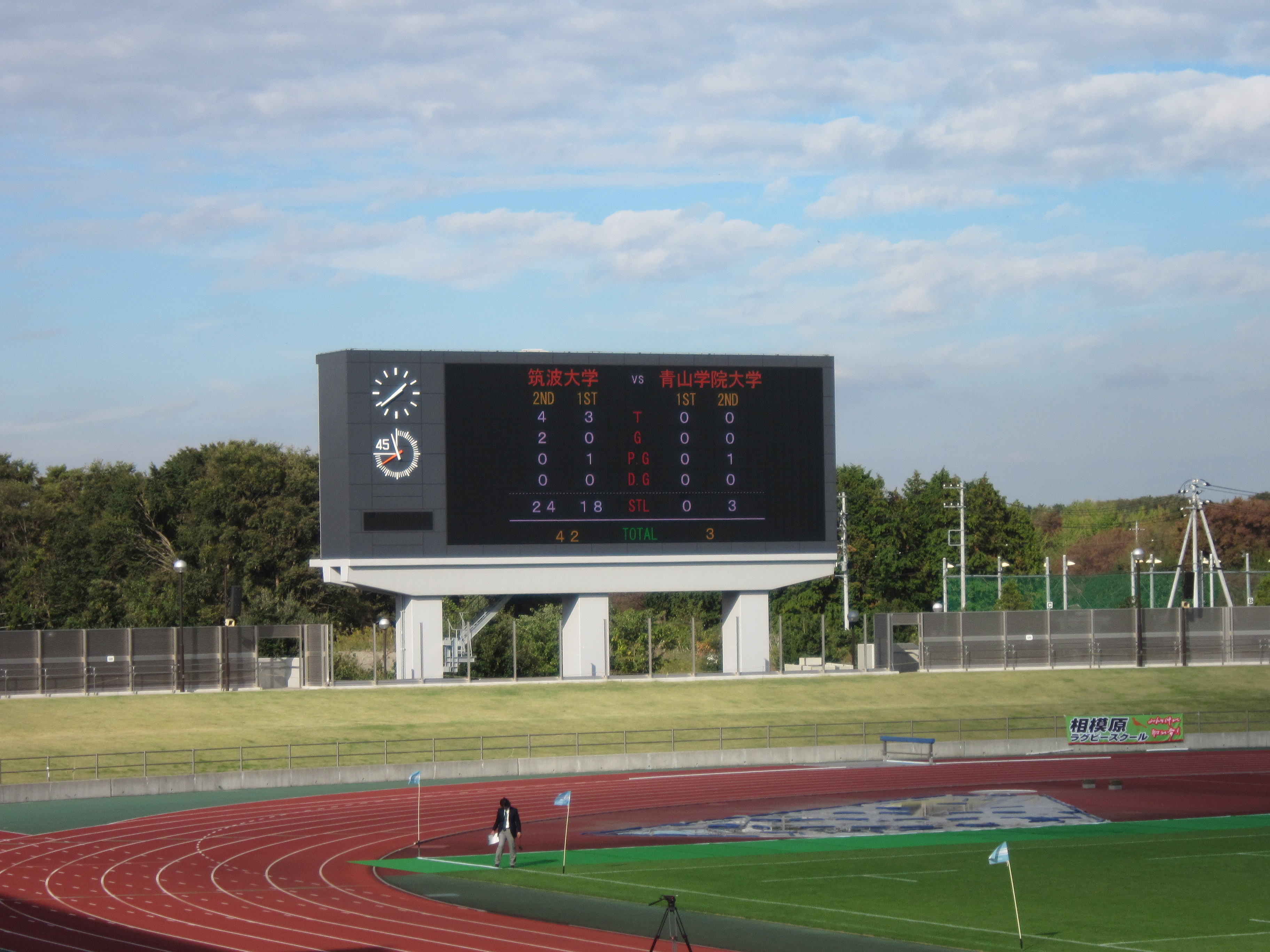
Die Anzeigetafel (November 2011)